# Rajd Szwecji 2004
Rezultaty Rajdu Szwecji (53rd Uddeholm Swedish Rally), eliminacji Rajdowych Mistrzostw Świata w 2004 roku, który odbył się w dniach 6–8 lutego. Była to druga runda czempionatu w tamtym roku i jedyna na śniegu, a także pierwsza w Production Cars WRC. Bazą rajdu było miasto Karlstad. Zwycięzcami rajdu została francusko-monakijska załoga Sébastien Loeb i Daniel Elena jadąca Citroënem Xsarą WRC. Wyprzedzili oni Finów Marcusa Grönholma i Timo Rautiainena w Peugeocie 307 WRC oraz norwesko-brytyjską załogę Petter Solberg/Phil Mills w Subaru Imprezie WRC. Z kolei w Production Cars WRC zwyciężyli Finowie Jani Paasonen i Sirkka Rautiainen, jadący Mitsubishi Lancerze Evo 7.
Rajdu nie ukończyło czterech kierowców fabrycznych. Belg Freddy Loix w Peugeocie 307 WRC wycofał się na 12. odcinku specjalnym z powodu awarii silnika. Belg François Duval w Fordzie Focusie WRC odpadł z rywalizacji na 19. oesie (wypadek). Z kolei Francuz Gilles Panizzi w Mitsubishi Lancerze WRC wycofał się na 4. oesie z powodu awarii skrzyni biegów, a jego partner z zespołu Fin Kristian Sohlberg zrezygnował z dalszej jazdy na 5. oesie awarii przekładni.

## Klasyfikacja ostateczna (punktujący zawodnicy)
| Miejsce  | Zawodnik             | Pilot             | Samochód                | Czas      | Strata   | Grupa | Punkty |
| WRC      | WRC                  | WRC               | WRC                     | WRC       | WRC      | WRC   | WRC    |
| -------- | -------------------- | ----------------- | ----------------------- | --------- | -------- | ----- | ------ |
| 1.       | Sébastien Loeb       | Daniel Elena      | Citroën Xsara WRC       | 3:26:17.7 |          | A8 M  | 10     |
| 2.       | Marcus Grönholm      | Timo Rautiainen   | Peugeot 307 WRC         | 3:27:04.1 | +46.4    | A8 M  | 8      |
| 3.       | Petter Solberg       | Phil Mills        | Subaru Impreza WRC      | 3:27:39.2 | +1:21.5  | A8 M  | 6      |
| 4.       | Janne Tuohino        | Jukka Aho         | Ford Focus WRC          | 3:27:59.8 | +1:42.1  | A8 M  | 5      |
| 5.       | Carlos Sainz         | Marc Martí        | Citroën Xsara WRC       | 3:28:44.7 | +2:27.0  | A8 M  | 4      |
| 6.       | Henning Solberg      | Cato Menkerud     | Peugeot 206 WRC         | 3:30:35.3 | +4:17.6  | A8    | 3      |
| 7.       | Markko Märtin        | Michael Park      | Ford Focus WRC          | 3:31:56.0 | +5:38.3  | A8 M  | 2      |
| 8.       | Daniel Carlsson      | Mattias Andersson | Peugeot 206 WRC         | 3:32:08.1 | +5:50.4  | A8    | 1      |
| 9.       | Mikko Hirvonen       | Jarmo Lehtinen    | Subaru Impreza WRC '03  | 3:35:35.9 | +9:18.2  | A8 M  |        |
| PCWRC    |                      |                   |                         |           |          |       |        |
| 1. (16.) | Jani Paasonen        | Sirkka Rautiainen | Mitsubishi Lancer Evo 7 | 3:43:04.0 |          | N4    | 10     |
| 2. (17.) | Alister McRae        | David Senior      | Subaru Impreza WRX STi  | 3:44:06.8 | +1:02.8  | N4    | 8      |
| 3. (20.) | Daniel Solà          | Xavier Amigo      | Mitsubishi Lancer Evo 7 | 3:46:28.5 | +3:24.5  | N4    | 6      |
| 4. (22.) | Tomasz Kuchar        | Maciej Wodniak    | Mitsubishi Lancer Evo 7 | 3:47:55.3 | +4:51.3  | N4    | 5      |
| 5. (24.) | Gianluigi Galli      | Guido D’Amore     | Mitsubishi Lancer Evo 7 | 3:48:38.9 | +5:34.9  | N4    | 4      |
| 6. (26.) | Toshihiro Arai       | Tony Sircombe     | Subaru Impreza WRX STi  | 3:49:12.1 | +6:08.1  | N4    | 3      |
| 7. (32.) | Nasir al-Atijja      | Steve Lancaster   | Subaru Impreza WRX STi  | 3:57:25.0 | +14:21.0 | N4    | 2      |
| 8. (33.) | Sergio López-Fombona | Guifré Pujol      | Mitsubishi Lancer Evo 7 | 3:58:41.8 | +15:37.8 | N4    | 1      |

1. ↑  Litera M przy oznaczeniu grupy do której należy samochód oznacza, iż tylko ci kierowcy zdobywali punkty dla swoich zespołów liczonych w klasyfikacji producentów na koniec sezonu.

## Zwycięzcy odcinków specjalnych
| Dzień     | Odcinek | G. rozp. | Nazwa            | Długość | Zwycięzca                  | Czas    | Lider rajdu     |
| --------- | ------- | -------- | ---------------- | ------- | -------------------------- | ------- | --------------- |
| 1 (6 LUT) | SS1     | 08:22    | Lidsbron         | 19.59km | Marcus Grönholm            | 9:20.4  | Marcus Grönholm |
| 1 (6 LUT) | SS2     | 09:34    | Torntorp         | 19.21km | Carlos Sainz               | 10:10.0 | Marcus Grönholm |
| 1 (6 LUT) | SS3     | 11:37    | Granberget 1     | 52.57km | Markko Märtin              | 24:47.4 | Markko Märtin   |
| 1 (6 LUT) | SS4     | 15:05    | Granberget 2     | 52.57km | Markko Märtin              | 25:01.8 | Markko Märtin   |
| 1 (6 LUT) | SS5     | 17:04    | Hagfors Sprint 1 | 1.86km  | Sébastien Loeb             | 1:58.6  | Markko Märtin   |
| 2 (7 LUT) | SS6     | 07:46    | Sundsjon 1       | 20.78km | Marcus Grönholm            | 11:22.4 | Markko Märtin   |
| 2 (7 LUT) | SS7     | 08:22    | Malta 1          | 11.25km | Marcus Grönholm            | 5:46.8  | Markko Märtin   |
| 2 (7 LUT) | SS8     | 10:18    | Fredriksberg     | 18.14km | Marcus Grönholm            | 11:55.7 | Markko Märtin   |
| 2 (7 LUT) | SS9     | 11:05    | Lejen            | 26.40km | Sébastien Loeb             | 13:45.2 | Markko Märtin   |
| 2 (7 LUT) | SS10    | 13:32    | Malta 2          | 11.25km | Marcus Grönholm            | 5:34.9  | Markko Märtin   |
| 2 (7 LUT) | SS11    | 14:27    | Sundsjon 2       | 20.78km | Sébastien Loeb             | 10:54.4 | Sébastien Loeb  |
| 2 (7 LUT) | SS12    | 15:46    | Vargasen         | 39.95km | Sébastien Loeb             | 20:57.9 | Sébastien Loeb  |
| 2 (7 LUT) | SS13    | 17:11    | Hagfors Sprint 2 | 1.86km  | Petter Solberg             | 1:55.5  | Sébastien Loeb  |
| 3 (8 LUT) | SS14    | 08:04    | Sagen 1          | 14.17km | Carlos Sainz               | 7:29.0  | Sébastien Loeb  |
| 3 (8 LUT) | SS15    | 08:54    | Rammen 1         | 23.35km | Janne Tuohino              | 12:08.6 | Sébastien Loeb  |
| 3 (8 LUT) | SS16    | 10:06    | Hara 1           | 10.78km | Marcus Grönholm            | 6:03.6  | Sébastien Loeb  |
| 3 (8 LUT) | SS17    | 12:18    | Sagen 2          | 14.17km | Janne Tuohino Carlos Sainz | 7:28.9  | Sébastien Loeb  |
| 3 (8 LUT) | SS18    | 13:08    | Rammen 2         | 23.35km | Marcus Grönholm            | 12:05.4 | Sébastien Loeb  |
| 3 (8 LUT) | SS19    | 14:20    | Hara 2           | 10.78km | Marcus Grönholm            | 6:05.3  | Sébastien Loeb  |

## Klasyfikacja po 2 rundach
Tabele przedstawiają tylko pięć pierwszych miejsc.

### Kierowcy
| Lp. | Kierowca        | Pkt |
| --- | --------------- | --- |
| 1   | Sébastien Loeb  | 20  |
| 2   | Marcus Grönholm | 13  |
| 3   | Markko Märtin   | 10  |
| 4   | Petter Solberg  | 8   |
| 5   | François Duval  | 6   |

### Producenci
| Lp. | Producent                   | Pkt |
| --- | --------------------------- | --- |
| 1   | Citroën Total               | 24  |
| 2   | Ford Motor Co Ltd.          | 22  |
| 3   | Malboro Peugeot Total       | 17  |
| 4   | 555 Subaru World Rally Team | 11  |
| 5   | Mitsubishi Motors           | 3   |